# Костшева, Здзислав
Здзислав Костшева (пол. Zdzisław Kostrzewa; 26 октября 1955, Вроцлав — 20 мая 1991, Мельбурн) — польский футболист, играл на позиции вратаря; участник чемпионата мира 1978 года.

## Биография

### Игровая карьера
Костшева начал профессиональную карьеру в «Заглембе» из Валбжиха, выступавшему в то время в Высшей лиге. Зимой 1976 года перешёл в «Заглембе» из Сосновца, в котором стал основным вратарём и выиграл два Кубка Польши в 1977 и 1978 годах. 
По окончании сезона он перешёл в «Шлёнск», но не смог заиграть в новой команде, поскольку руководство «Заглембе» не согласовало трансфер. В составе «Шлёнска» он стал основным вратарём и отыграл за «военных» в течение пяти сезонов, сыграв в общей сумме 98 матчей в чемпионате. Затем он перешёл «Шлезу», в которой играл в течение трёх сезонов. В 1987 году отправился в Австралию, где играл за «Полонию» из Мельбурна.

### Карьера в сборной
В составе сборной Польши принимал участие на чемпионате мира 1978 года, но на турнире был запасным вратарём и не сыграл ни в одном из матчей. Всего за сборную Польши сыграл в 3 матчах.

### Смерть
Скончался 20 мая 1991 года в Мельбурне в возрасте 35 лет, став жертвой несчастного случая. 